# Iwan Ordeć
Iwan Mykołajowycz Ordeć, ukr. Іван Миколайович Ордець (ur. 8 lipca 1992 w Wołnowasze w obwodzie donieckim) – ukraiński piłkarz grający na pozycji obrońcy.

## Kariera piłkarska
Wychowanek Akademii Piłkarskiej Szachtara Donieck, barw którego bronił w juniorskich mistrzostwach Ukrainy (DJuFL). Karierę piłkarską rozpoczął 22 kwietnia 2009 w trzeciej drużynie Szachtara. Potem występował w drużynie rezerw. Na początku 2011 został wypożyczony do Illicziwca Mariupol, ale nie potrafił przebić się do podstawowego składu i latem powrócił do Szachtara. W czerwcu 2013 ponownie został wypożyczony do Illicziwca Mariupol. Od sezonu 2014/15 zawodnik pierwszej drużyny Szachtara Donieck.
Latem 2019 został zawodnikiem rosyjskiego klubu Dinamo Moskwa.
W lipcu 2022 został wypożyczony do VfL Bochum.

### Kariera reprezentacyjna
Występował w juniorskich reprezentacjach U-16, U-17, U-18 oraz U-19 oraz młodzieżowych reprezentacjach U-21 i U-20. 22 maja 2014 debiutował w reprezentacji Ukrainy w wygranym 2:1 meczu towarzyskim z Nigrem, w którym strzelił pierwszego gola.